# Union démocratique du peuple rwandais
 (signalé en mai 2025).
Si vous disposez d'ouvrages ou d'articles de référence ou si vous connaissez des sites web de qualité traitant du thème abordé ici, merci de compléter l'article en donnant les références utiles à sa vérifiabilité et en les liant à la section « Notes et références ».
- Archive Wikiwix
- Bing
- Cairn
- DuckDuckGo
- E. Universalis
- Gallica
- Google
- G. Books
- G. News
- G. Scholar
- Persée
- Qwant
- (zh) Baidu
- (ru) Yandex
- (wd) trouver des œuvres sur Wikidata

L'Union démocratique du peuple rwandais est un parti politique rwandais.

## Histoire
Le parti est créé en 1992. Il rejoint la coalition dirigée par le Front patriotique rwandais avant les élections législatives de 2003 et remporte un siège. Il reste membre de l'alliance pour les élections législatives de 2008 et conserve son unique siège. Cependant, le parti perd sa place au parlement à la suite des élections de 2013. Il revient au parlement après avoir remporté un siège aux élections de 2018.